# ریموند ال. کانر
ریموند ال. کانر (انگلیسی: Raymond L. Conner) (زاده ۱۹۵۵) کارآفرین، بازرگان و مدیر ارشد اجرایی آمریکایی است، که در حال حاضر به‌عنوان مدیر عامل اجرایی شرکت هواپیماهای تجاری بوئینگ فعالیت می‌کند. وی همچنین نایب رئیس هیئت مدیره شرکت بوئینگ نیز می‌باشد.